# Hipólito Yrigoyen (Jujuy)
Hipólito Yrigoyen (chiamato anche Iturbe) è un comune (comisión municipal in spagnolo) dell'Argentina, appartenente alla provincia di Jujuy, nel dipartimento di Humahuaca.
In base al censimento del 2001, nel territorio comunale dimorano 1.285 abitanti, con un aumento del 21,34% rispetto al censimento precedente (1991). Di questi abitanti, il 54,31% sono donne e il 45,68% uomini. Nel 2001 la sola località di Hipólito Yrigoyen, sede municipale, contava 514 abitanti.